# Roberto Dinamite
Roberto Dinamite, właśc. Carlos Roberto de Oliveira (ur. 13 kwietnia 1954 w Duque de Caxias, zm. 8 stycznia 2023 w Rio de Janeiro) – brazylijski piłkarz.
W czerwcu 2007 roku wystąpił gościnnie w towarzyskim meczu jubileuszowym Sonny’ego Andersona.

## Kariera piłkarska
- 1970–1979 –  CR Vasco da Gama
- 1979–1980 –  FC Barcelona
- 1980–1989 –  Vasco da Gama
- 1989–1990 –  Portuguesa
- 1990 –  Vasco da Gama
- 1991 –  Campo Grande Rio de Janeiro
- 1992–1993 –  Vasco da Gama